# Политика в „Хари Потър“
Съществуват множество публикувани теории относно политиката в романите Хари Потър от Дж. К. Роулинг, които варират – от критика към расизъм до антиправителствени настроения. Твърди се, че книгите съдържат както либерални, така и консервативни теми и гледни точки.
Списание Тайм отбелязва политическите и социалните аспекти в Хари Потър в своя брой за личност на годината през 2007 г., където Роулинг е поставена на трето място в класацията след Владимир Путин и Ал Гор. Потенциалното социално и политическо въздействие на Хари Потър е наречено подобно на феномена от 19 век на популярната, но критикувана книга на Хариет Бичър Стоу, Чичо Томовата колиба, която подхранва движението за премахване на аболиционизма, водещо до Американската гражданска война.
Попитана за политиката и посланието в Хари Потър, Роулинг обяснява: „Исках Хари да напусне нашия свят и да намери точно същите проблеми в света на магьосниците. Така че виждаме йерархия, фанатизъм и това понятие за чистотата, което е голяма заблуда, но тя се появява по целия свят. Хората обичат да се мислят за по-добри и че ако не могат да се гордеят с нищо друго, те могат да се гордеят с възприетата чистота. Мисля, че можете да видите в Министерството, още преди да бъде превзето, съществуването на режими, които всички познаваме и обичаме“. Тя също добавя: „Трябва да поставяме под съмнение авторитета и не трябва да приемаме, че институциите или пресата ни казват цялата истина“.
Уолстрийт Джърнъл сравнява Невил Чембърлейн с Корнелиус Фъдж на Роулинг с аргумента, че и двамата са нетърпеливи да помогнат на своите избиратели да обърнат поглед, за да избегнат войната. „През 30-те години на миналия век Чембърлейн, страхувайки се, че Чърчил не е за поста си, провежда кампания срещу колегите си. Чембърлейн се опитва да избегне войната с Германия и осмива Чърчил като „подстрекател на война“. Използвайки Таймс – правителствения орган, напада Чърчил относно нацистите. Роулинг потвърждава, че Чембърлейн е нейното вдъхновение в испанското списание Семенал.
Роулинг казва също пред холандския вестник Фолкскрант, че Волдемор е вдъхновен от Хитлер и Сталин като мегаломанска и параноична фигура и че е повлияна от Втората световна война, която е „закотвена в умовете на всички“. Обсъждайки Драко Малфой, тя твърди: „Драко Малфой наистина е такъв тип момче. Той не би убил Дъмбълдор, не би могъл. Докато нещата са въображаеми, добре, но щом станат реалност, нещата стават по-трудни“. Тя също казва: „Не, това, че му дадох тази светло руса коса, не е, защото исках да го превърна в страшен нацист. Вие придавате на героите си външен вид, който намирате за привлекателен; затова дадох на главния си герой тъмна коса, зелени очи и очила, омъжена съм за мъж, който изглежда така“.

## Образование срещу индоктринация
Ентъртейнмънт Уийкли отбеляза, че „идеите на поколението след 11 септември за войната, за лидерството, за опасностите от консолидирането на властта и диктатурата, за значението на несъгласието и за героизма и саможертвата, са оформени поне отчасти от Роулинг“ и че тяхната концепция за свобода на словото е повлияна от това, че Роулинг издържа на ежедневните предизвикателства на нейните книги.
Бил О'Райли се присъединява към политическата битка около героя от Хари Потър Албус Дъмбълдор, като пита дали това е част от „гей програма“ за индоктриниране на деца. Той нарича Дж. К. Роулинг провокатор, защото разказва на феновете за сексуалността на Дъмбълдор след написването на книгите. Неговият гост, главният редактор на Ентъртейнмънт Уийкли, Тина Джордан, нарича твърденията му за „индоктринация“ „плитък аргумент“, като казва, че „индоктринацията е много силна дума“, защото „всички познаваме гейове, независимо дали го знаем или не“. О'Райли продължава темата на следващия ден, като казва, че истинският проблем е, че Роулинг насърчава „толерантност“ и „равнопоставеност между хомосексуалните и хетеросексуалните“. Неговият гост, Денис Милър, казва, че толерантността е добра и не смята, че можете да накарате едно дете да бъде гей.
Информационната агенция „Зенит“, посветена на популяризирането на посланието на католическата църква, обвинява Роулинг, че е предала читателите си, разкривайки сексуалността на Дъмбълдор, допълвайки, че авторката е най-богатата жена във Великобритания благодарение на липсата на политическа, социална или морална пропаганда в книгите си. В публикация се казва, че възприятието на един родител за индоктриниране е образованието на друг, противопоставяйки се на обвиненията, че Роулинг насърчава хомосексуалността в своите книги. Обсъждайки спора, Роулинг прави изявление пред Би Би Си, че „християнските фундаменталисти никога не са били моята основа“ и смята, че е нелепо съмнението дали един гей може да бъде морален компас през 21 век.
Обсъждайки ценностите и морала на своите герои Драко и Дъдли, Роулинг обяснява, че и двамата са индоктринирани с вярванията на родителите си. „В момента, в който Драко получи това, което си мислеше, че иска да стане смъртожаден, и получи мисия от Лорд Волдемор в Хари Потър и Нечистокръвния принц, реалността най-накрая го удари“, казва Роулинг. Тя допълва, че Драко не е съвсем лош.

## Расизъм и тоталитаризъм
Тимъти Снайдър в книгата си За тиранията препоръчва да се чете Даровете на Смъртта заради нейния антитоталитаризъм в допълнение към класическите произведения от автори като Джордж Оруел.
Анализаторите отбелязват критиката към расизма в текстовете на Джоан Роулинг. На въпроса за темата за расизма и дали нейните книги са променили начина, по който хората мислят, Роулинг казва: „Не мисля, че съм песимист, но мисля, че съм реалист за това колко можете да промените дълбоко вкоренените предразсъдъци, така че мисля, че ако някой е отдаден расист, вероятно Хари Потър няма да окаже ефект върху него“.
Когато е попитана в уеб чат след Даровете на Смъртта за бъдещето на Хърмаяни, Роулинг казва: „Хърмаяни започва кариерата си след „Хогуортс“ в Отдела за регулиране и контрол на магическите създания, където тя допринася значително за подобряването на живота на домашните духчета и след това тя се премества в Отделя за прилагане на магьосническия закон, където е прогресивен глас, който осигурява изкореняването на потисническите, чистокръвни закони.
След публикуването на последната книга Роулинг отговоря на въпроси относно метафорите в книгите за етническо прочистване: „Е, това е политическа метафора. Но... не седнах и не си помислих: „Искам да пресъздам нацистка Германия в света на магьосниците, защото, въпреки че има съвсем съзнателни нюанси на нацистка Германия, има и асоциации с други политически ситуации, така че не мога да отделя нито една. Авторката също сравнява героя си Волдемор с параноични мегаломани като Адолф Хитлер и Йосиф Сталин.

## Злините от войната
Относно поредицата Хари Потър, Роулинг казва по време на обиколката си в Съединените щати през октомври 2007 г.: „Съзнателно исках да покажа коя е една от големите злини на войната, а именно – избиването на невинни хора... Друго голямо зло на войната е, че децата губят семействата си“.

## Прогресивни ценности и разнообразие
Списание Тайм казва през 2005 г.: „Роулинг адаптира присъщо консервативен жанр за собствените си прогресивни цели. Нейният „Хогуортс“ е светски, мултикултурен и мултирасов“. За да отбележи френското издание на Даровете на Смъртта, видният френски лявоцентристки вестник Либерасион посвещава първата си страница и още две на отговора на въпроса „Защо Хари Потър е от ляв“.
През 2007 г., отговаряйки на въпрос на дете за любовния живот на Албус Дъмбълдор , Роулинг разкрива: „Винаги съм виждала Дъмбълдор като гей“, допълвайки: „Дъмбълдор се влюби в Гринделвалд... Не забравяйте, че влюбването може да ни заслепи. [Той] е бил много привлечен от този брилянтен човек. Това беше трагедията на Дъмбълдор.“
Според Ройтерс Роулинг е изненадана от скандала и отказва да каже дали сексуалността на Дъмбълдор може да отблъсне онези, които не одобряват хомосексуалността. „Със сигурност никога не е било новина за мен, че един смел и брилянтен мъж може да обича други мъже. Той е моят герой. Той е това, което е и имам право да кажа каквото казвам за него“, казва тя.
Актьорът Дейвид Тюлис (Ремус Лупин) казва, че е бил изненадан от сексуалността на Дъмбълдор, защото докато снимал Хари Потър и Затворникът от Азкабан, режисьорът Алфонсо Куарон имал идеята, че „Лупин е гей и той описа моя герой като „гей наркоман“.
Католическата авторка на фентъзи Реджина Доман пише есе, озаглавено „В защита на Дъмбълдор“, в което твърди, че книгите всъщност подкрепят католическото учение за хомосексуалността, защото връзката на Дъмбълдор с тъмния магьосник Гринделвалд води до очевидно ужасни резултати, тъй като той започва да се интересува от тъмна магия, пренебрегва отговорностите си към по-малката си сестра и в крайна сметка причинява нейната смърт.
Майкъл Герсън от Вашингтон Поуст казва, че „толерантността е една от основните теми в книгите Хари Потър. В чудесно социално сравнение ликантропията се третира като вид хронична болест, като върколаците са обект на дискриминация, сякаш са болни от СПИН“.

## Социална активност
Според Филип Нел от Държавния университет в Канзас поредицата може да се разглежда като „политически романи, които критикуват расизма и расовото превъзходство. Роулинг, която е работила за Амнести Интернешънъл, предизвиква социалната си активност чрез страстта на Хърмаяни към потиснатите домашни духчета и формирането на нейното движение в защита на правата им. Домашното духче Доби е сравнено с трудовия адвокат Доби Уокър, който въвежда героинята на Роулинг, Джесика Митфорд, в комунистическата партия. Хърмаяни е изобразена като започваща кампания за еманципиране на поробените домашни духчета, използвайки методите на реални кампании по социални и политически въпроси, като значки с лозунги. Тя упорства в тази кампания дори когато се смята за донкихотовска от нейните близки приятели. В Хари Потър и Даровете на Смъртта се оказва, че кампанията има огромни непредвидени резултати, като домашните духчета се присъединяват към борбата и правят няколко незаменими приноса за окончателното поражение на Волдемор, включително спасяването на главните герои. Нел отбелязва, че „Роулинг, която е работила за Амнести Интернешънъл, извиква своя социален активизъм чрез страстта на Хърмаяни към потиснатите духчета и формирането на нейното движение в тяхна защита“.

## Подривно и анархично послание
Герсън от Вашингтон Поуст също описва това, което смята за подривна природа в книгите Хари Потър в отговора, който те предлагат на смъртта. Волдемор вярва, че смъртта трябва да бъде овладяна и „победена“. За разлика от това, Хари приема необходимостта от собствената си смърт в името на любовта. Герсън също предполага, че някои ще поискат поредицата от книги за толерантността също да бъде поредица от книги за религията. Той отговаря, че много други „вярват – не въпреки вярата си, а поради нея – че към полукръвните, върколаците и другите трябва да се отнасяме с доброта и справедливост. Преди всичко вярващите са призовани да обичат, дори на най-високата цена“.
Джеймс Мороун пише в Американ Проспект през 2001 г.: „Директорът Албус Дъмбълдор на практика дава бонус точки за нарушаване на правилата. Училището за магия и вълшебство „Хогуортс“ е непокорно, дори леко анархично“. Забелязва се нотка на анархия, когато всички ученици пеят на своя собствена мелодия химна на училището.